# Кашин, Николай Иванович (политработник)
Никола́й Ива́нович Ка́шин (7 января 1912, деревня Чадрома, Вельский уезд, Вологодская губерния, Российская империя — 30 марта 1955, Архангельск, РСФСР, СССР) — советский офицер-политработник, участник Великой Отечественной войны, Герой Советского Союза (1945).

## Биография
Родился 7 января 1912 года в деревне Ча́дрома Вельского уезда Вологодской губернии (ныне Устьянский район Архангельской области). После окончания пяти классов школы, работал в хозяйстве отца на подсочке и смолокурении. В 1931 году окончил курсы мастеров при Вельском химлесхозе и был направлен на работу в Лиходиевскую лесохимическую артель. Ещё через год окончил Всесоюзные курсы инструкторов лесохимических промыслов и был назначен начальником участка в Вельском районе. Член ВКП(б) с декабря 1939 года.
В декабре 1939 года добровольцем пошёл в РККА. Зачислен в стрелковый батальон, участвовал в Советско-финской войне. После демобилизации в 1940 году работал инструктором отдела кадров в Шенкурском райкоме ВКП(б).
Через полгода после начала Великой Отечественной войны, в декабре 1941 года, вновь призван в армию Чёбсарским РВК Вологодской области.
В мае 1942 года Н. И. Кашин получил лёгкое ранение в ходе Мурманской наступательной операции на Карельском фронте, где он воевал в составе 5-й отдельной лыжной бригады. Был тяжело ранен в августе 1943 года в боях на Юго-Западном фронте.
С марта 1944 года — парторг 459-го стрелкового полка 42-й Смоленской стрелковой дивизии 49 армии. В июле 1944 года, когда полк воевал на 2-м Белорусском фронте, капитан Кашин был награждён орденом Красной Звезды:

Капитан Кашин Н. И. служит в 459 с.п. с марта м-ца 1944 года. За время работы он умело организовал и проводит партийно-политическую работу среди личного состава, мобилизовывая партийные организации и всех коммунистов на выполнение боевых задач, стоящих перед частью. За время работы подготовил и принял в ряды партии 48 человек, лучших бойцов и командиров, проявивших себя в боях с фашистскими захватчиками.
Т. Кашин правильно нацеливает парторгов на выполнение узловых вопросов боевой и политической подготовки. Дисциплинирован. Пользуется авторитетом среди рядового и офицерского состава.
В боях с фашистстскими захватчиками имеет два ранения.

В октябре 1944 года майор Н. И. Кашин за бои на территории Польши был награждён орденом Отечественной войны 2-й степени:

Т. Кашин Николай Иванович в боях с фашистскими захватчиками показал себя храбрым и отважным офицером. Он в боевой обстановке направлял партийные силы полка на решающих участках по овладению южной окраиной г. Остроленка и выходу на восточный берег р. Нарев. Большевистским словом, а где этого требовала обстановка и личным примером, т. Кашин воодушевлял рядовой и офицерский состав полка на успешное продвижение вперёд, ломая сопротивление противника, переходящего в контратаки.
За время наступательных боёв парторганизация полка пополнялась за счёт лучших бойцов и командиров, проявивших себя в боях фашистскими захватчиками. Т. Кашин уделяет большое внимание вопросам доведения до бойцов последних известий и на боевых успехах Красной Армии, воспитывает высокий наступательный порыв бойцов и офицеров, что обеспечило успешное выполнение боевых задач, поставленных перед полком.

В марте 1945 года замкомандира 459-го стрелкового полка по политчасти майор Н. И. Кашин был награждён орденом Отечественной войны 1-й степени:

Майор Кашин в боях при прорыве обороны противника 17.01.45 года в районе деревни Селюнь находился непосредственно в боевых порядках полка, умело и правильно произвёл расстановку членов партии на выполнение поставленной боевой задачи, и под его руководством коммунисты в духе преданности делу партии Ленина — Сталина смело и решительно шли на разгром немецко-фашистских захватчиков, увлекая за собой весь личный состав. Благодаря этому поставленная задача полком была выполнена.

Свою главную награду Н. И. Кашин получил уже в конце войны за бои, в которых участвовал ещё летом 1944 года:

Тов. Кашин Николай Иванович в бою за высоту 192.2 23.6.44 года организовал противотанковую оборону и при контратаке танков и пехоты противника, находясь в боевых порядках батальона, командовал батальоном. Контратака противника была отбита. Противник оставил на поле боя убитыми до полуроты солдат и офицеров. Батальон при этом потерь не имел. В боях за д. Жевань 27.6.44 г., находясь в боевых порядках рот, личным примером геройства повёл нашу пехоту в атаку.
Бойцы, следуя примеру тов. Кашина, стремительным броском рванулись в атаку и без единой потери полностью уничтожили немецкий гарнизон. Противник оставил только убитыми до 80 человек.
24.6.44 г. батальон под командованием тов. Кашина занимает районный центр Чернявку с большими для противника потерями. С ходу вплавь и вброд форсирует реку Бася. Штурмом овладевает укреплённой траншеей противника. Батальон окружили немецкие танки и мотопехота. Тов. Кашин воодушевляет личный состав батальона на бесстрашие и презрение к смерти во имя Родины. После 14 часов сопротивления противник отошёл. Батальон почти не имел потерь. Тов. Кашин вплавь переплывает реку Днепр со станковым пулемётом, огнём прикрывает переправу батальона. При форсировании Днепра спасает жизнь утопающего красноармейца.
Достоин присвоения звания Героя Советского Союза.

Указом Президиума Верховного Совета СССР от 24 марта 1945 года за образцовое выполнение боевых заданий командования на фронте борьбы с немецкими захватчиками и проявленные при этом отвагу и геройство майору Кашину Н. И. присвоено звание Героя Советского Союза с вручением ордена Ленина и медали «Золотая Звезда».
Войну закончил на Эльбе.
После Победы продолжал служить в Германии, где с ноября 1946 по декабрь 1948 года являлся начальником отдела межзональной и внешней торговли Управления Советской военной администрации в Тюрингии. С января 1949 года и вплоть до своей кончины служил в звании подполковника районным военным комиссаром в Соломбальском районе Архангельска. В 1953 году окончил курсы усовершенствования офицерского состава при Военной академии им. М. В. Фрунзе.
Умер 30 марта 1955 года. Похоронен на Вологодском кладбище Архангельска.

## Награды
- Медаль «Золотая Звезда» (1945);
- орден Ленина (1945);
- орден Отечественной войны I степени (1945);
- орден Отечественной войны II степени (1944);
- орден Красной Звезды (1944);
- медали СССР.

## Память
В 2010 году в центре Устьянского района, посёлке Октябрьском, установлен памятник Герою. Там же одна из улиц названа его именем.